# Tabaquismo en Hong Kong

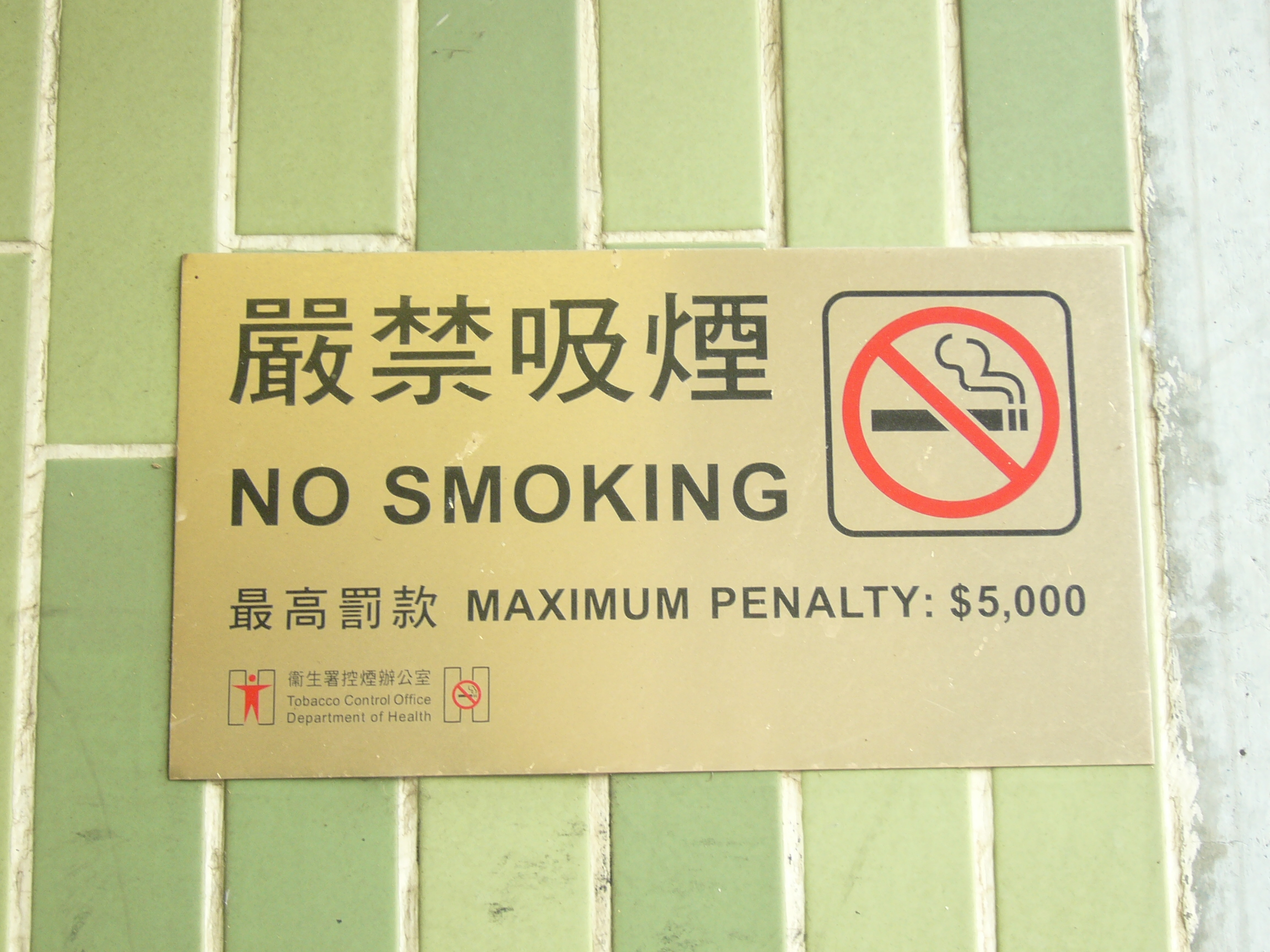
Señal de no fumar en Hong Kong

El consumo de tabaco en Hong Kong ha disminuido en las últimas décadas, con un 10 por ciento de los habitantes fumando diariamente a partir de 2017. La política del gobierno de Hong Kong consiste en  desalentar el consumo de tabaco. Está prohibido fumar en la mayoría de los lugares públicos. También, está prohibida la publicidad del tabaco. 

## Historia
La Ordenanza sobre el tabaquismo (salud pública) entró en vigencia en 1982. 

## Predominio
La tasa general de tabaquismo diario en Hong Kong fue del 10% en 2017. Esto ha disminuido, pues el porcentaje en la década de los 80 era del 23,3%. Hong Kong tiene la expectativa de vida más larga del mundo, y los expertos lo atribuyen a la baja tasa de tabaquismo.
En 2015 habían 641,300 fumadores diarios (de los cuales 538,300 o el 83.9% eran hombres y 103,000 o el 16.1% mujeres). Aproximadamente el 19% de los hombres de Hong Kong fuman, mientras que en China el 53% de los hombres fuman.

## Políticas y legislación
La política del gobierno de Hong Kong es desalentar el tabaquismo y reducir el impacto del humo que reciben los fumadores pasivos. El Departamento de Salud es generalmente responsable de hacer cumplir las políticas gubernamentales con respecto al tabaquismo.
Desde el 1 de enero de 2007 se prohibió el fumar en público en virtud de la Ordenanza sobre fumar (salud pública) revisada por el gobierno (cap. 371), promulgada por primera vez en 1982 con varias enmiendas posteriores. La última enmienda amplía la prohibición de fumar para incluir lugares de trabajo en interiores, la mayoría de los lugares públicos, incluidos restaurantes, cibercafés, baños públicos, playas y la mayoría de los parques públicos. Algunos bares, salones de karaoke, saunas y clubes nocturnos estuvieron exentos hasta el 1 de julio de 2009. Las prohibiciones de fumar en ascensores, transporte público, cines, salas de conciertos, terminales del aeropuerto y escaleras mecánicas se implementaron gradualmente entre 1982 y 1997. La prohibición en centros comerciales, grandes almacenes, supermercados, bancos, salas de juego ha estado en funcionamiento desde julio de 1998. 
Una anomalía a la prohibición se encuentra en los trenes transfronterizos entre Hong Kong y China continental, ya que se operan conjuntamente entre las compañías MTR Corporation y China Railway, de las cuales esta última permite fumar en el coche restaurante y en los vestíbulos al final de los coches, pero no en la zona de descanso. 
Cualquier persona que fume o lleve un producto de tabaco encendido en un área de no fumar comete un delito y es responsable de una condena sumaria hasta una multa de $5,000 HK. Una nueva ley, que entró en vigencia en septiembre de 2009, firmó un acuerdo de penalización fija ($ 1,500 HK) por fumar, a la par con el de arrojar basura. Al mismo tiempo, se prohibirá fumar en los intercambios de transporte público designados, pero el Gobierno aún no ha aclarado cómo hará cumplir esto con las personas que no son ciudadanas de Hong Kong, ya que el delincuente tiene 21 días después de la emisión de la multa para pagarla. 

## Cigarrillos electrónicos
A la luz del uso de cigarrillos electrónicos entre los estudiantes de primaria y secundaria, el gobierno está considerando prohibir la importación y venta de cigarrillos electrónicos. Declara que hay problemas de salud asociados con los cigarrillos electrónicos, y que los dispositivos pueden hacer que fumar sea una vez más, común entre los jóvenes de Hong Kong .

## Otras políticas
Cathay Pacific, la aerolínea de bandera de Hong Kong, se convirtió en la primera aerolínea asiática en introducir vuelos para no fumadores en junio de 1990. En 1993, el 60% de los vuelos de la compañía eran para no fumadores.
Está prohibido fumar (o llevar un cigarrillo encendido) en áreas comunes de urbanizaciones públicas de la Autoridad de Vivienda. Los delincuentes fumadores pueden recibir cinco puntos en el marco del sistema de puntuación del proveedor de vivienda, un sistema de puntos de demérito utilizado para hacer cumplir las normas de la urbanización.